# گربه سرپخ
گربه سرپخ (نام علمی: Prionailurus planiceps) نام یک گونه از سرده پلنگ‌گربه‌های آسیایی است.